# Rógvi Jacobsen
Rógvi Jacobsen (Klaksvík, 5 marzo 1979) è un ex calciatore faroese, di ruolo centrocampista o attaccante.

## Carriera

### Club
Dopo gli inizi nella squadra del KÍ Klaksvík, nel 2000 venne acquistato dall'HB Tórshavn. Nel 2004 passò al KR Reykjavík, squadra islandese, dove rimase per due stagioni. Dopo una stagione in Danimarca col SønderjyskE, nel 2006 tornò nell'HB. Acquistato dai norvegesi dell'Hødd (squadra militante nella seconda divisione) a inizio 2008, segnò il suo primo gol all'esordio. In estate fece ritorno in patria, prima nel KÍ Klaksvík e poi nel ÍF Fuglafjørður. Si ritirò nel 2011, a causa di un grave infortunio.

### Nazionale
Fece il suo esordio in Nazionale il 18 agosto 1999 nella partita Fær Øer-Islanda (0-1). Nel 2007 andò in gol dell'1-2 nella partita Fær Øer-Italia, segnando a Gianluigi Buffon. Questo gol gli permise di ricevere varie offerte da squadre svedesi e norvegesi, che però declinò, non volendosi allontanare eccessivamente da casa. Successivamente si ripeté segnando di testa il gol del 3-1 nella partita di ritorno giocata a Modena. Oltre a quei gol, andò a segno anche contro la Georgia e contro la Lituania, mettendo a segno la totalità dei gol della selezione faroese nella fase di qualificazione agli Europei 2008.

## Palmarès

### Club

#### Competizioni nazionali
- Coppa di Lega islandese: 1

KR Reykjavík: 2005